# أوليغ أولكسندروفيتش كريشتال
أوليغ أولكسندروفيتش كريشتال (بالأوكرانية: Олег Олександрович Кришталь، بالإنجليزية: Oleg Oleksandrovych Krishtal، بالروسية: Олег Александрович Крышталь) (مواليد 1945، كييف) هو عالم في مجال الفيزياء الحيوية، وعضو كامل في الأكاديمية الوطنية للعلوم في أوكرانيا (1997)، وعضو في أكاديمية أوروبيا (1990)، دكتور في العلوم البيولوجية (1981)، وأستاذ (1983). كما أنه حائز على جائزة الدولة للاتحاد السوفييتي وأوكرانيا في العلوم والتكنولوجيا، وأحد أكثر العلماء الأوكرانيين استشهاداً.

## السيرة
في 5 يوليو 1945، وُلِد أوليغ أولكسندروفيتش كريشتال في كييف، في عائلة عالم الأحياء أولكسندر بيليبوفيتش كريشتال، أستاذ ورئيس قسم فسيولوجيا اللافقاريات في جامعة تاراس شيفتشينكو الوطنية في كييف.
في 1968، تخرج من كلية الفيزياء في جامعة تاراس شيفتشينكو الوطنية، وتخصص في "الفيزياء الجزيئية".
عمل في أوقات مختلفة كأستاذ زائر في جامعة كيوشو (اليابان) وجامعة هارفارد (الولايات المتحدة الأمريكية) وجامعة كومبلوتنسي في مدريد (إسبانيا) وجامعة بنسلفانيا (الولايات المتحدة الأمريكية).

## النشاط العام
يشغل أوليغ كريشتال منصب رئيس النادي العلمي الأوكراني والجمعية الفسيولوجية الأوكرانية, والجمعية الأوكرانية لعلم الأعصاب. يقدم العديد من المحاضرات العلمية الشعبية، ويظهر كضيف في البرامج الإذاعية والتلفزيونية.